# Juana de Inglaterra (m. 1348)
Juana de Inglaterra (19 de diciembre de 1333 o 28 de enero de 1334 - 1 de julio de 1348) fue hija del rey Eduardo III de Inglaterra y su esposa Felipa de Henao. Juana nació el 19 de diciembre de 1333 o el 28 de enero de 1334 en la Torre de Londres. Durante su infancia, fue colocada a cargo de María de San Pol, esposa de Aymer de Valence y fundadora del Pembroke College de Cambridge. Ella creció junto con sus hermanos Isabel y Eduardo, y su prima Juana de Kent. Juana murió durante la peste negra en 1348.